# Todos los romances
Albums de Luis Miguel
Romances
(1997) Amarte es un placer
(1999)
Todos Los Romances (français : Toutes les Romances) est un album compilation de trois disques du chanteur mexicain Luis Miguel. Publié le 11 août 1998 par WEA Latina, le disque comprend les trois albums précédents sur le thème des romances, dans lesquels Miguel a repris des boléros classiques dans chacun d'eux : Romance (1991), Segundo Romance (1994) et Romances (1997). Un éditeur d'AllMusic a attribué à l'album quatre des cinq étoiles. Sur le plan commercial, Todos Los Romances a atteint la quatrième place en Espagne et a été certifié double platine dans le pays. Il a également obtenu le statut d'or en Argentine et a atteint la douzième place du classement Billboard Top Latin Albums aux États-Unis.

## Contexte
En 1991, Miguel a sorti son huitième album studio, Romance, une collection de boléros classiques, le plus ancien datant des années 1940. Produit par Armando Manzanero et arrangé par Bebu Silvetti, le disque a connu un succès en Amérique latine et s'est vendu à plus de sept millions d'exemplaires dans le monde,. Il a ravivé l'intérêt pour le genre des boléros et a été le premier disque d'un artiste hispanophone à être certifié or au Brésil, à Taiwan et aux États-Unis. Il a reçu une nomination aux Grammy pour le meilleur album de pop latine,. Son successeur, Segundo romance, est sorti en 1994 ; Manzanero, Juan Carlos Calderón et Kiko Cibrian ont coproduit le disque avec Miguel, qui a remporté un Grammy Award pour la meilleure performance de pop latine,. En 1997, Romances est sorti, Miguel et Manzanero coproduisant les arrangements de Silvetti ; le disque s'est vendu à plus de 4,5 millions d'exemplaires et a remporté un autre Grammy pour la meilleure performance de pop latine,. Chacun des trois disques a été certifié platine par la Recording Industry Association of America (RIAA) pour la vente d'un million de copies aux États-Unis. Un an après la sortie de Romances, WEA Latina a annoncé qu'elle allait publier un album compilation de trois disques, Todos Los Romances, qui contient trois albums sur le thème des romances et qui est sorti le 11 août 1998.

## Accueil
Un éditeur d'AllMusic a attribué à l'album une note de quatre sur cinq étoiles. En Espagne, Todos Los Romances a fait ses débuts et a atteint la quatrième place du classement des albums, avec plus de 200 000 exemplaires vendus dans le pays et une double certification platine décernée par les Productores de Música de España,. Aux États-Unis, le disque a atteint la douzième place du classement Billboard Top Latin Albums et la sixième place du hitparade Billboard Latin Pop Albums (en). En Argentine, il a été récompensé par la Chambre argentine des producteurs de phonogrammes et de vidéogrammes pour la vente de 30 000 copies.

## Liste des pistes
Adapté d'AllMusic.

### Romance
| Romance | Romance                                  | Romance                      | Romance              | Romance | Romance | Romance | Romance | Romance | Romance |
| No      | Titre                                    | Auteur                       | Année de composition | Durée   |         |         |         |         |         |
| ------- | ---------------------------------------- | ---------------------------- | -------------------- | ------- | ------- | ------- | ------- | ------- | ------- |
| 1.      | No Me Platiques Más (Don't Say Any More) | Vicente Garrido              | 1954                 | 3:31    |         |         |         |         |         |
| 2.      | Inolvidable                              | Julio Gutiérrez              | 1944                 | 4:16    |         |         |         |         |         |
| 3.      | La Puerta                                | Luis Demetrio                | 1958                 | 3:19    |         |         |         |         |         |
| 4.      | La Barca                                 | Roberto Cantoral             | 1957                 | 3:28    |         |         |         |         |         |
| 5.      | Te Extraño                               | Armando Manzanero            | 1968                 | 4:23    |         |         |         |         |         |
| 6.      | Usted                                    | Gabriel Ruiz, Monis Zorrilla | 1951                 | 3:43    |         |         |         |         |         |
| 7.      | Contigo en la Distancia                  | César Portillo de la Luz     | 1952                 | 3:23    |         |         |         |         |         |
| 8.      | Mucho Corazón                            | Ema Elena Valdelamar         | 1953                 | 3:23    |         |         |         |         |         |
| 9.      | La Mentira                               | Álvaro Carrillo              | 1965                 | 3:46    |         |         |         |         |         |
| 10.     | Cuando Vuelva a Tu Lado                  | María Grever                 | 1961                 | 3:48    |         |         |         |         |         |
| 11.     | No Sé Tú                                 | Manzanero                    | 1986                 | 3:50    |         |         |         |         |         |
| 12.     | Cómo                                     | Chico Novarro                | 1967                 | 3:14    |         |         |         |         |         |
| 44:02   |                                          |                              |                      |         |         |         |         |         |         |

### Segundo romance
| No  | Titre                 | Auteur                               | Durée |
| --- | --------------------- | ------------------------------------ | ----- |
| 1.  | El día que me quieras | Carlos Gardel, Alfredo Le Pera       | 3:58  |
| 2.  | Sin ti                | Pepe Guízar                          | 3:00  |
| 3.  | Somos novios          | Armando Manzanero                    | 3:10  |
| 4.  | La media vuelta       | José Alfredo Jiménez                 | 2:42  |
| 5.  | Solamente una vez     | Agustín Lara                         | 2:58  |
| 6.  | Todo y nada           | Vicente Garrido                      | 3:35  |
| 7.  | Historia de un amor   | Carlos E Almarán                     | 3:55  |
| 8.  | Cómo yo te amé        | Armando Manzanero                    | 3:30  |
| 9.  | Nosotros              | Pedro Junco                          | 4:00  |
| 10. | Yo sé que volverás    | Armando Manzanero, Luis Pérez Sabido | 3:35  |
| 11. | Delirio               | César Portillo de la Luz             | 4:34  |

### Romances
| No  | Titre                                  | Auteur                                                            | Durée |
| --- | -------------------------------------- | ----------------------------------------------------------------- | ----- |
| 1.  | Voy a apagar la luz / Contigo aprendí  | Armando Manzanero                                                 | 4:11  |
| 2.  | Sabor a mí                             | Álvaro Carrillo                                                   | 3:06  |
| 3.  | Por debajo de la mesa                  | Armando Manzanero                                                 | 3:05  |
| 4.  | La gloria eres tú                      | José Antonio Mendez                                               | 3:21  |
| 5.  | Amanecer                               | Armando Manzanero                                                 | 3:31  |
| 6.  | Encadenados                            | Carlos Arturo Briz                                                | 3:59  |
| 7.  | Bésame mucho                           | Consuelo Velázquez                                                | 5:26  |
| 8.  | Contigo (estar contigo)                | Bebu Silvetti, Sylvia Riera Ibañez                                | 4:11  |
| 9.  | Noche de ronda                         | Agustín Lara                                                      | 4:16  |
| 10. | El reloj                               | Roberto Cantoral                                                  | 3:02  |
| 11. | Júrame                                 | María Grever                                                      | 3:57  |
| 12. | De quererte así (De t'avoir aimée)     | Charles Aznavour – adap. spagnole: Alex Marco                     | 3:14  |
| 13. | Uno                                    | Enrique Santos Discépolo, Marianito Mores                         | 4:48  |
| 14. | Mañana de Carnaval (Manhã de Carnaval) | Luiz Bonfá, Antonio Maria – adap. spagnole: Jesus María Arozamena | 4:07  |

## Classements
| Hitparade (1998)                      | Meilleur classement | Réf.   |
| ------------------------------------- | ------------------- | ------ |
| Espagne (PROMUSICAE)                  | 4                   | [ 18 ] |
| États-Unis Billboard Top Latin Albums | 12                  | [ 19 ] |
| États-Unis Billboard Latin Pop Albums | 6                   | [ 20 ] |